# Həsənqala (Xaçmaz)
Həsənqala è un comune dell'Azerbaigian situato nel distretto di Xaçmaz. Conta una popolazione di 1 568 abitanti.